# Eigenbewegung (Anthropologie)
Unter Eigenbewegung wird in der Anthropologie, sowie allgemein in der Verhaltensbiologie, der Kognitionswissenschaft und der Phänomenologie die aktive Bewegung lebender Organismen, insbesondere des menschlichen Leibes, im Gegensatz zum passiven Bewegtwerden bezeichnet. Dabei wird in der Regel die Bedeutung aktiver Bewegung für Wahrnehmungsprozesse und für das phänomenale Bewusstsein von Raum und Zeit betont. In neuerer Zeit wird der Begriff der Eigenbewegung in der Neuen Phänomenologie, der kognitionswissenschaftlichen These des Embodiment sowie ferner im radikalen Konstruktivismus und in der Umweltdebatte aufgegriffen.

## Allgemeines
Nach Aristoteles ist die Eigenbewegung die Wesensbestimmung des Lebendigen überhaupt, wobei die psyche (Seele) das Prinzip (Anfang, Ursprung) dieser Eigenbewegung ist. Nach Aristoteles ist die Bewegung vierfacher Art: nach Was (genesis, Reproduktion), Wie (qualitative Veränderung), Wie viel (Wachstum und Verfall) und Wo (Ortsveränderung). Der Kernbegriff der Aristotelischen Ontologie der Bewegung ist eine Wortprägung des Aristoteles selbst: energeia bzw. en-erg-eia, d. h. das Am-Werk-sein einer Kraft, eines Potentials (dynamis), was die Bewegung selbst ist, und zwar auf sein telos (Ende) zu, wo sie dann vollendet ist (entelecheia, wörtlich: Sich-im-Ende-haben). Das Lebendige (Pflanze, Tier, Mensch) ist die Seinsweise, die die Kraft hat, sich selbst auf vierfache Weise zu bewegen. In der modernen Wissenschaft, angefangen mit dem ontologischen Entwurf von Descartes, kommt die Ortsbewegung als Auffassungsweise zur Vorherrschaft, worunter auch die anderen Bewegungsarten subsumiert werden.
Edith Stein hat erstmals 1916 den Begriff der Eigenbewegung in ihrer Doktorarbeit „Zum Problem der Einfühlung“ explizit in die Anthropologie eingeführt:

„Die Vorstellung eines völlig unbeweglichen Lebewesens ist unvollziehbar; an einer Stelle regungslos festgebannt sein, heißt zugleich „zu Stein erstarren“. Die räumliche Orientierung ist von der freien Beweglichkeit schon vollends nicht zu trennen. Zunächst würden beim Fortfall der Eigenbewegung die Wahrnehmungsmannigfaltigkeiten so beschränkt, daß die Konstitution einer räumlichen Welt (schon der individuellen) in Frage gestellt wäre. Sodann fiele die Möglichkeit einer Versetzung in den fremden Leib und damit einer erfüllenden Einfühlung und Gewinnung einer Orientierung fort. Zum Aufbau des Individuums gehört also ganz unaufhebbar die freie Bewegung.“

Jakob Johann von Uexküll behandelt die Funktion der Eigenbewegung in seiner kybernetischen Umweltlehre. Für Uexküll ist die Wahrnehmung eines Organismus unter anderem von seiner Eigenbewegung abhängig, mit der er seinen „Wirkraum“ ausmisst. Der Zusammenhang von lebendem Organismus und Umwelt ist dabei als ein Funktionskreis organisiert, in dem Wirkwelt und Merkwelt (das heißt die durch Eigenbewegung und Wahrnehmung vermittelten Eindrücke von der Welt) eine Einheit bilden. Die spezifische Umwelt eines Lebewesens ist von seiner inneren Organisation geprägt, so dass der Organismus damit sozusagen zum „Konstrukteur“ seiner Umwelt wird. Leben und Wahrnehmung kann nach Uexküll im Kern als eine Form „spontaner Selbstbewegung“ beschrieben werden. Die Umweltlehre Uexkülls übte einen starken Einfluss auf Arnold Gehlen aus, der in seiner philosophischen Anthropologie ebenfalls den systematischen Zusammenhang zwischen aktiver Bewegung und Wahrnehmung thematisierte.
Auch bei Jean Piaget spielt Eigenbewegung auf zwei verschiedene Weisen eine Rolle in der kognitiven Entwicklung des Kindes. Zum einen werden in der sogenannten sensomotorischen Periode in den ersten beiden Lebensjahren Erkenntnisse vor allem durch Wahrnehmen und Bewegen gewonnen. Als „Schema“ bezeichnet Piaget dabei die Koordination von Wahrnehmung und Bewegung. Zum anderen beschreibt Piaget eine bestimmte Phase der kognitiven Entwicklung, in der Kinder nur Objekte, die zur Eigenbewegung fähig sind, als Lebewesen ansehen.

Von bestimmten Vertretern der Phänomenologie wie Jan Patočka wird die „taktil-kinästhetische Grundlage unserer Erfahrung“ im fortbewegenden Berühren betont. Maurice Merleau-Ponty versteht die intentionale Bewegung des „phänomenalen Leibes“, den er vom objektiven Körper der Naturwissenschaft unterscheidet, als das „Zur-Welt-Sein“: „mein Leib (ist) Bewegung auf die Welt zu (...) und die Welt der Stützpunkt meines Leibes“. Auf Edmund Husserl wird in der Phänomenologie der Gedanke zurückgeführt, dass der Begriff der Eigenbewegung die Doppeldeutigkeit des Leibes deutlich macht, der sich selbst zugleich als Subjekt und Objekt erkennt. Bernhard Waldenfels thematisiert die Entfremdung, die damit einhergeht, wenn Menschen sich nicht mehr aktiv in ihrer Umwelt bewegen:

„Der Zugpassagier vollführt keine Eigenbewegung, sondern er wird transportiert, eingeschlossen ins Abteil wie in eine fahrende Wohnzelle. (...) Der Gegensatz von Bewegtem und Unbewegtem relativiert sich, da die Verankerung in der Eigenbewegung fehlt. Die Landschaft kann sich so in die bewegte Bildfolge eines Films verwandeln.“

Boje Maaßen thematisiert ebenfalls die nicht weniger destruktiven Auswirkungen auf Ökologie und Klima durch den Verzicht auf Eigenbewegung, die immer auch eine Selbstbewegung ist, und deren zunehmende Ersetzung durch Fremdbewegung, insbesondere durch Motoreneinsätze.